# Europese kampioenschappen kyokushin karate 2018 (WKB)
De Europese kampioenschappen kyokushin karate 2018 waren door de World Kyokushin Budokai (WKB) georganiseerde kampioenschappen voor kyokushinkai karateka's. De tweede editie van de Europese kampioenschappen vond plaats in het Poolse Łańcut van 19 tot 20 mei 2018.

## Resultaten
| Gewichtsklasse | Goud                  | Zilver                  | Brons                 |
| Heren          | Heren                 | Heren                   | Heren                 |
| -------------- | --------------------- | ----------------------- | --------------------- |
| -70kg          | Christian Gavara      | Mikhail Lavrentyev      | Serj Solomonian       |
| -75kg          | Aleksandr Kostenko    | Oleksandr Berezhnyi     | Ulandzimir Atamanchuk |
| -80kg          | Mykyta Peshenko       | Catalin Mocanu          | Thierry Nebleza       |
| -85kg          | Eldar Ismailov        | Vsevolod Vsevolodov     | Ilia Serhiienko       |
| -90kg          | Ivan Demanov          | Emanuel Lebo            | Jean-Paul Jacquot     |
| +90kg          | Juan Manuel Crujeiras | Semen Haran             | Borys Bulyskeriia     |
| Dames          |                       |                         |                       |
| -60kg          | Maryna Skamarokhova   | Julia Zak               | Iuliia Lemikh         |
| +60kg          | Lilla Herczeg         | Anastasiia Ivashechkina | Annamaria Geczi       |